# Амаурі Пасос
Амаурі Пасос (порт. Amaury Pasos; 11 грудня 1935 — 12 грудня 2024) — бразильський баскетболіст.
Бронзовий призер Олімпійських Ігор 1960, 1964 років, учасник 1956 року.
Срібний призер Панамериканських ігор 1963 року, бронзовий призер 1955 року.
Чемпіон Південної Америки 1958, 1960, 1961, 1963 років.
Чемпіон світу 1959, 1963 років.
Срібний призер Чемпіонату світу 1954 року.
Бронзовий призер Чемпіонату світу 1967 року.